# 敷設 (機雷)
敷設（ふせつ）とは、機雷を海面に浮かせて設置、備えつけることを言う。鉄道やガス、水道管における敷設とは、敷いて設置することを言う。〔同音語の「付設・附設」は付属させて設けることであるが、それに対して「敷設・布設」は鉄道・電線・水道などの設備を設置することを言う。〕
敷設の対義語として掃海がある。